# لوتشانو كاستيليني
لوتشانو كاستيليني (بالإيطالية: Luciano Castellini)‏ (مواليد 12 ديسمبر 1945) هو لاعب كرة قدم. يلعب مع منتخب إيطاليا لكرة القدم. سبق له أن لعب في كأس العالم لكرة القدم مع منتخب بلاده.

## روابط خارجية
- لوتشانو كاستيليني على موقع الاتحاد الدولي (مؤرشف)  (الإنجليزية)
- لوتشانو كاستيليني على موقع قاعدة بيانات كرة القدم.إي يو (الإنجليزية)
- لوتشانو كاستيليني على موقع ناشيونال فوتبول تيمز (الإنجليزية)
- لوتشانو كاستيليني على موقع عالم كرة القدم.نت (الإنجليزية)